# Garvar Lundins gränd

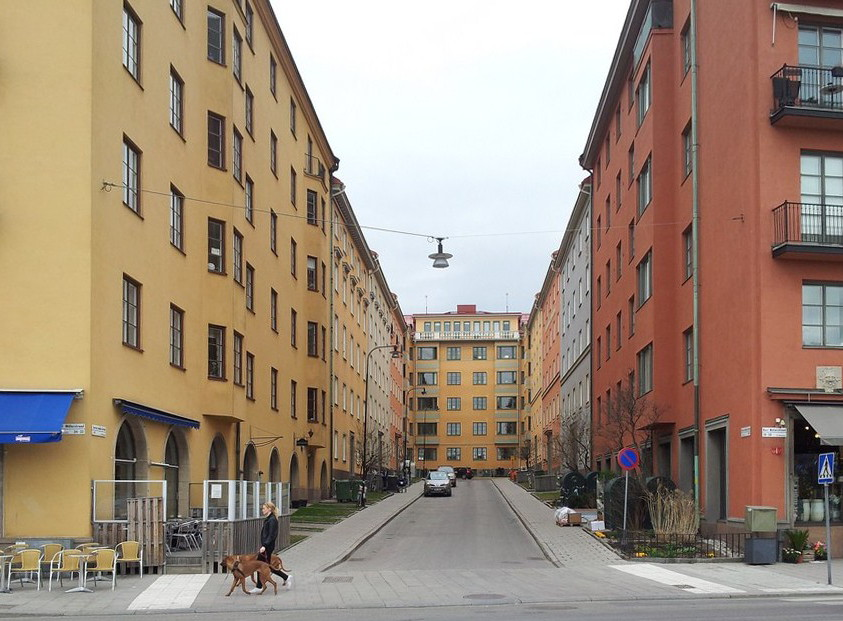
Garvar Lundins gränd sedd från Norr Mälarstrand.

Garvar Lundins gränd är en kort gränd vid Norr Mälarstrand på södra Kungsholmen, Stockholm, som fått sitt namn efter den framgångsrike garveriidkaren Anders Wilhelm Lundin (1822–1895), som ägde den förutvarande tomt på vilken gränden nu till större delen ligger. Gränden fick sitt nuvarande namn 1926.
Släkten Lundin bedrev garverirörelse i kvarteret från 1825. En brorson till A.W. Lundin, Eugen Lundin, fortsatte rörelsen fram till 1905, då arbetena med Norr Mälarstrand hunnit så långt att garveriet avskars från vattnet. Eugens son Ernst Willhelm var den som slog i den sista huden i vattnet. "Huden märkte jag med SLUT på de bägge svanshalvorna". Detta innebar slutet på över 250 års garveriverksamhet i kvarteret och på Kungsholmen. Garveriet flyttades till Nacka och slogs samman med Järla läderfabrik.